# Гешдері
Гешдері (груз. ღეშდერი) — село в Грузії.
За даними перепису населення 2014 року в селі проживає 17 осіб.